# غبار بين المجرات

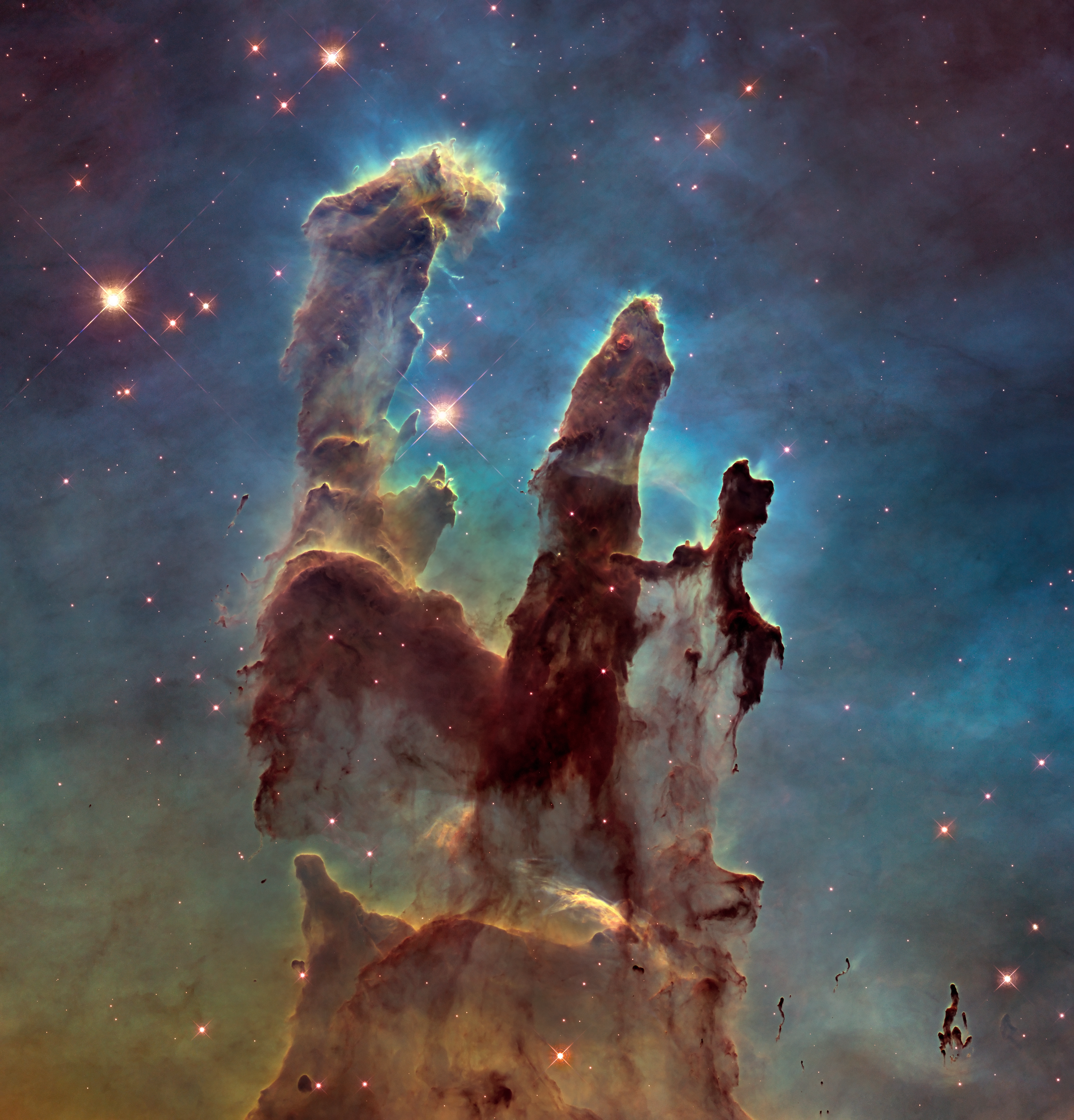

غبار بين المجرات هو غبار كوني قائم في الفضاء بين المجرات. الدليل على الغبار بين المجرات اقترح في وقت مبكر من عام 1949، ودراسة ذلك الغبار نمت طوال القرن العشرين وهناك اختلافات كبيرة في توزيع الغبار بين المجرات.
قد يؤثر الغبار المجري على قياسات المسافات المجرية، مثل سوبر نوفا والنجوم الزائفة في المجرات الأخرى. الغبار بين المجرات يمكن أن يكون جزءا من  'سحب الغبار بين المجرات'، كما هو يظهر حول بعض المجرات الأخرى منذ الستينيات., في الثمانيات تم اكتشاف أربعة على الأقل من سحب الغبار بين المجرات ضمن عدة فراسخ فلكية من درب التبانة مثل سحابة اوكروي.
في فبراير 2014، أعلنت وكالة ناسا قاعدة بيانات مطورة إلى حد كبير لتتبع الهيدروكربونات العطرية متعددة الحلقات في الكون. وفقا للعلماء، قد يكون أكثر من 20٪ من الكربون في الكون مرتبطة مع الهيدروكربونات العطرية متعددة الحلقات، مطلقة المواد الأولية لتشكيل الحياة.و يبدو انالهيدروكربونات العطرية متعددة الحلقات قد شكلت في وقت مبكر قبل بليوني سنة بعد الانفجار الكبير، على نطاق واسع في جميع أنحاء الكون، وترتبط مع النجوم والكواكب الخارجية الجديدة.